# Rushmere St Andrew
Rushmere St Andrew – wieś i civil parish w Anglii, w hrabstwie Suffolk, w dystrykcie East Suffolk. Leży 5 km na wschód od miasta Ipswich i 112 km na północny wschód od Londynu. W 2011 roku civil parish liczyła 6185 mieszkańców. Rushmere St. Andrew jest wspomniana w Domesday Book (1086) jako Ris(c)emara/Ris(h)emara/Rissemera/Ryscemara.